# Esta noche la libertad
Esta noche la libertad describe la caída del imperio británico en La India en 1947 y el nacimiento de La India y Pakistán. Todo ello siguiendo las actuaciones de Lord Mountbatten (último Virrey de La India) y Mahatma Gandhi, concluyendo el libro con el asesinato de este último. El libro fue publicado por primera vez en 1975 en francés con el nombre Cette nuit la Liberte. Sus autores (Dominique Lapierre y Larry Collins) tardaron cuatro años en recopilar todo el material necesario para su publicación, y fue la cuarta obra conjunta de estos escritores.

## Contenido histórico
En el libro se plasma el ambiente de la época, desde la lujosa y extravagante vida de los príncipes indios hasta los sangrientos disturbios religiosos entre Pakistán e India.
Hay una descripción de la ciudad de Shimla en el Himalaya  y como era abastecida a través de las montañas.
El libro relata como los mapas para la división entre Pakistán e India fueron trazados por Cyril Radcliffe, un inglés que nunca había estado en India. Miles de personas fueron desplazadas por esta división y tuvieron que huir en tren o a pie. Muchos de ellos fueron víctimas de bandidos y extremistas religiosos. En un pasaje del libro se describe como un canal de Lahore baja teñido de sangre y cuerpos flotantes. 
Los autores entrevistaron al propio Lord Mountbatten y el material obtenido posibilitó que escribiesen otro libro titulado Mountbatten and the Partition of India que incluye papeles de su archivo privado.

## Recepción
El libro causó controversia por su retrato de los británicos expatriados y de las elites de la India.